# Kristina Bähr
Kristina Elisabeth Bähr, född 19 januari 1971, är en svensk barnläkare och ledarskapscoach. Hon är specialistläkare i barn- och ungdomsmedicin och arbetar som barnläkare. Hon driver podcasten Hjärnpodden. Hon bor i Linköping.

## Biografi
Kristina Bähr tog läkarexamen i Stockholm 2000 och legitimerades 2003.  Hon blev barnläkare 2008 och tjänstgjorde vid Astrid Lindgrens barnsjukhus. 2010 ändrade Bähr inriktning på sin karriär och startade ett eget företag, Exist.se, med fokus på att öka kunskapen kring hjärnan och kring att vara människa. Samtidigt blev hon verksam inom skolan. Hon var skolöverläkare vid skolkoncernen Academedia under åren 2017-2020. Bähr har också etablerat sig som coach för ledare inom näringslivet och forskarvärlden. Kristina har en MBA (Master of Business Administration) från Edinburgh Business School (Herriot-Watts University) sedan 2021. https://kristinabahr.se/about
För att nå ut vidare med sin kunskap startade Bähr 2015 Hjärnpodden. Podden syftar till att sprida kunskap om människors beteende och hur det är kopplat till hjärnans arbetssätt och funktion.
2015 kom Bähr ut med boken Hjärnan i skolan: möt barnen där de är som tar upp hur barns växande hjärnor förhåller sig till inlärning. 2020 kom Psykisk hälsa i skolan: främja, skydda och stärka om vad vuxna i skolan kan göra för att främja och stärka barns och ungas psykiska hälsa. 2022 kom boken om Resiliens i skolan: träna förmågan att möta motgångar och andra påfrestningar. 2023 kom boken Resilient ledare: träna förmågan att möta motgångar och andra påfrestningar, som handlar om ledarskapsförmågor som underlättar för ledare att möta sina egna och medarbetares behov för att behålla arbetsglädje och återhämtning. 